# 기타오기시마촌
기타오기시마촌(北荻島村)은 사이타마현 기타사이타마군에 설치되었던 촌이다. 현재의 하뉴시에 해당한다.